# Bumiwaras
Bumiwaras is een bestuurslaag in het regentschap Lampung Barat van de provincie Lampung, Indonesië. Bumiwaras telt 412 inwoners (volkstelling 2010).